# Kaveh
Kāveh el Herrero (persa: کاوه آهنگر,  Archivado el 5 de abril de 2008 en Wayback Machine., otra ortografía: Kawe) (kurdo: کاوهی ئاسنگهر) es una figura mítica de la antigua Media, que dirige un levantamiento popular contra un despiadado gobernante extranjero, Zahhāk. Su historia se narra en la epopeya de Shāhnāma, en el siglo X por el poeta Ferdousí de Tus. En el libro sagrado del Avesta, Zahhāk, o más correctamente Azhi Dahāka, es más o menos un demonio no humano. Ferdousí magistralmente refunde este mítico personaje como un mal y tiránico rey árabe.
Kawe es para los kurdos, el héroe mítico más famoso en la resistencia contra la dominación extranjera en el despótico Irán. Después de perder 18 hijos por las serpientes de Zahhāk, se rebela contra el árabe gobernante de Persia y conduce al pueblo a derrocar al tirano rey y terminar con su mandato. Como un símbolo de la resistencia y la unidad, él plantea su delantal de cuero sobre una lanza, conocido como el Derafsh Kaviani. Esta bandera es posterior decorada con valiosas joyas y se convierte en el símbolo de la independencia de Persia, la resistencia y capacidad de recuperación, así como el símbolo revolucionario de las masas en su lucha contra los invasores extranjeros. 
Jashn-e mehregan es la celebración de la victoria de Fereydun sobre Zahhāk, es también el momento en el otoño que las lluvias comienzan a caer. 
La dinastía Karen-Pahlav (también conocido como la Casa de Karen) afirman ser descendientes de Kaveh. 